# Пештенуца (Мехединци)
Пештенуца (рум. Peștenuța) насеље је у Румунији у округу Мехединци у општини Флорешти. Oпштина се налази на надморској висини од 282 m.

## Становништво
Према подацима из 2002. године у насељу је живело 80 становника, од којих су сви румунске националности.